# Třída Zumwalt
Třída Zumwalt (DDG-1000) je třída raketových stealth torpédoborců Námořnictva Spojených států amerických. Jsou to víceúčelové lodě projektované s důrazem na schopnost provádění protizemních úderů a pobřežních operací (littorial warfare). Námořnictvo prochází řadou modernizací právě s cílem zlepšit své schopnosti pobřežního boje, přičemž kromě těchto torpédoborců plánovalo získat též nové křižníky (program CG(X) byl zrušen roku 2010) a fregaty (program Littoral Combat Ship).
Třída je výsledkem programu DD 21, jeho cílem bylo získat 32 torpédoborců, které by ve službě nahradily fregaty třídy Oliver Hazard Perry a torpédoborce třídy Spruance. V roce 2001 byla koncepce plánované třídy přepracována a namísto DD 21 byla poté označována jako DD(X).
Torpédoborce třídy Zumwalt jsou největší plavidla své kategorie v historii amerického námořnictva. Jsou to první americké válečné lodě vybavené tzv. „integrovaným pohonným systémem“ (IEP).

## Stavba
Původně plánovaná série 32 torpédoborců této třídy byla z důvodu nedostatku financí omezena na pouhé tři jednotky, přičemž byla přiobjednána stavba několika starších, ale výrazně levnějších torpédoborců třídy Arleigh Burke. V únoru 2008 byl loděnici Bath Iron Works zadán kontrakt na stavbu první jednotky USS Zumwalt a u loděnice Northrop Grumman Shipbuilding byla objednána rovněž stavba druhé jednotky USS Michael Monsoor. Konstrukční práce na první jednotce začaly v únoru 2009, na druhé v březnu 2010. Ceremoniál založení kýlu Zumwaltu proběhl 17. listopadu 2011. Vstup do služby se u těchto dvou lodí očekával v letech 2013–2014, stavba však nabrala zpoždění. V březnu 2015 bylo oznámeno, že kvůli problémům s instalací komplexní technologie budou první dvě jednotky do služby uvedeny v listopadu 2015 a na podzim 2016, avšak program nabral další zpoždění. Prototypová jednotka Zumwalt zahájila zkoušky až v prosinci 2015. Do služby vstoupila v říjnu 2016.
Stavba třetí jednotky USS Lyndon B. Johnson byla zahájena 4. dubna 2012 v loděnicích General Dynamics-Bath Iron Works a vstup do služby se předpokládá v roce 2018.
Jednotky třídy Zumwalt:
| Jméno                            | Objednána      | Založení kýlu      | Spuštěna         | Vstup do služby | Status    |
| -------------------------------- | -------------- | ------------------ | ---------------- | --------------- | --------- |
| USS Zumwalt (DDG-1000)           | 14. února 2008 | 17. listopadu 2011 | 28. října 2013   | 15. října 2016  | aktivní   |
| USS Michael Monsoor (DDG-1001)   | 15. září 2011  | 23. května 2013    | 20. června 2016  | 26. ledna 2019  | aktivní   |
| USS Lyndon B. Johnson (DDG-1002) | 15. září 2011  | 30. ledna 2017     | 9. prosinec 2018 |                 | ve stavbě |

## Konstrukce

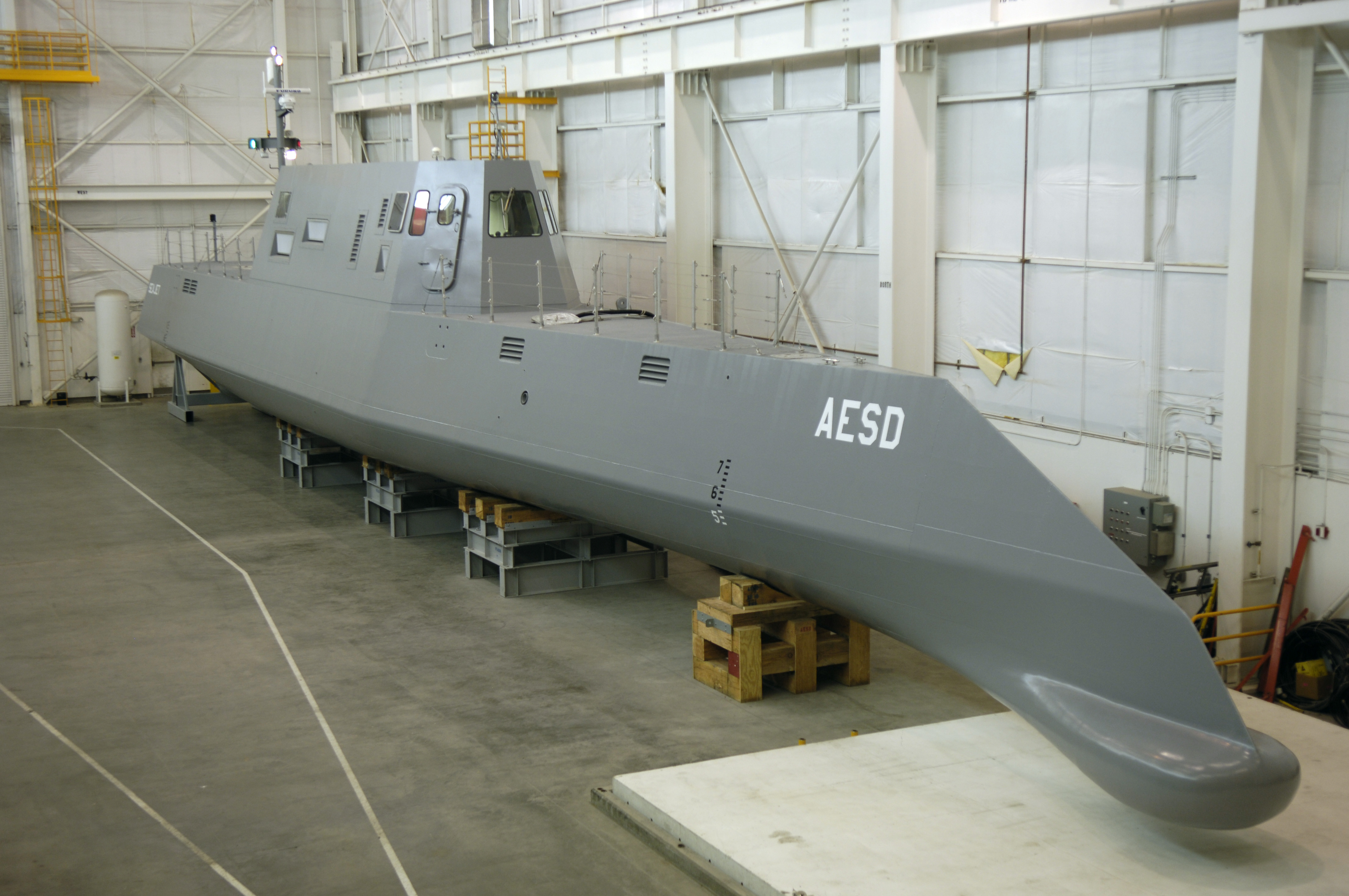
Tvary budoucích torpédoborců byly vyzkoušeny na technologickém demonstrátoru Sea Jet

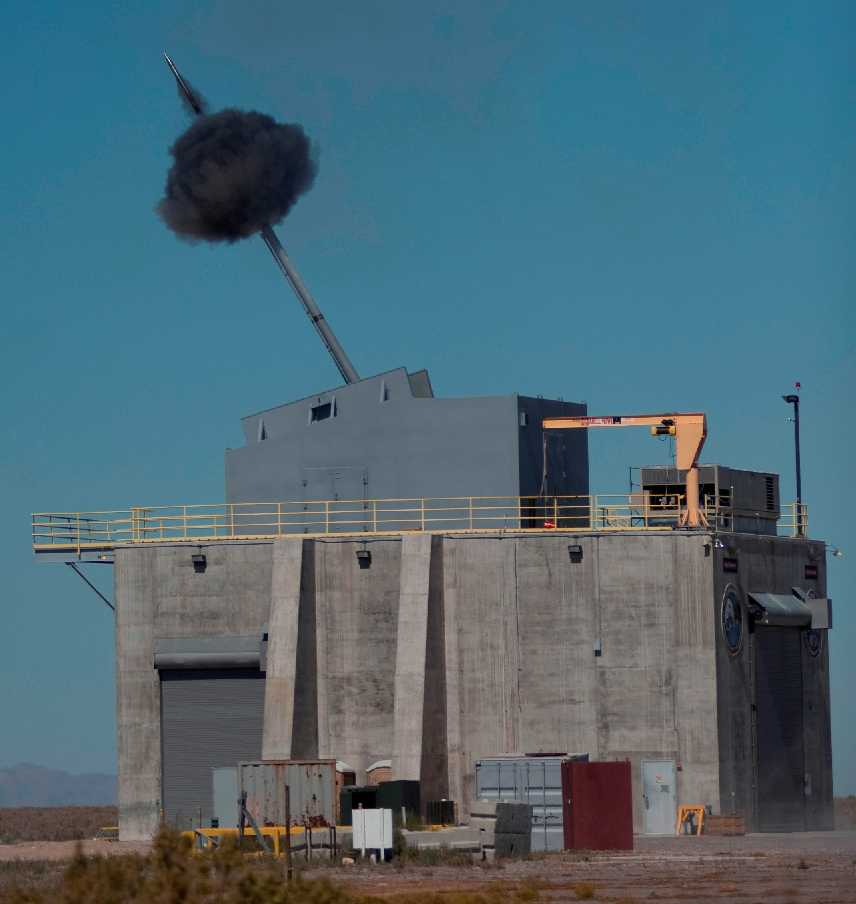
Zkoušky 155mm kanónu pro třídu Zumwalt

Celý trup je tvarován pro dosažení co nejmenšího radarového odrazu. Vypadá proto dosti nekonvenčně a svým tvarem připomíná ponorku. V jeho konstrukci jsou široce uplatněny technologie stealth.
Na palubě bude umístěno dvacet vertikálních vypouštěcích sil nového typu Mk 57, označených jako Peripheral Vertical Launch System (PVLS). Sila budou rozmístěna po obvodu lodi tak, aby nemohla být vyřazena jediným zásahem. V každém z nich budou čtyři střely, celkem tedy osmdesát. V nich budou umístěny střely s plochou dráhou letu BGM-109 Tomahawk, raketová torpéda RUM-139 ASROC, protiletadlové řízené střely Standard SM-3 a RIM-162 ESSM. 
Pro tuto třídu byl vyvíjen zcela nový zbraňový systém označený jako Advanced Gun System (AGS), jehož základem měly být dva automatické 155mm kanóny s rychlostí střelby 12 ran za minutu a dostřelem 100 námořních mil. Kanón měl mít zlepšenou schopnost napadání pozemních cílů a díky novému typu "inteligentní" munice měl představovat alternativu k raketovým zbraním. Vývoj munice však byl ukončen neúspěchem díky extrémně vysokým cenám střeliva které převyšovaly cenu soudobých řízených střel s plochou drahou letu. Zrušení projektu vývoje a zavádění této nové munice do služby tak postavilo tyto lodě do unikátní situace, která byla s nadsázkou popisována tak, že jde o první lodě zavedené do služby, které sice mají kanony, ale nemají pro ně střelivo.
Hlavňovou výzbroj doplňují dva 30mm kanóny Mk 46 Mod 2 GWS (navalizovaný Bushmaster II) pro blízkou obranu (původně lodě měly nést dva 57mm kanóny Mk 110).
Na zádi lodí je přistávací plocha pro operace až dvou vrtulníků a hangár. Pohon zajišťují dvě plynové turbíny Rolls-Royce MT30. Nejvyšší rychlost by měla být 30 uzlů.
Celková původní koncepce plavidla byla z velké části založena na předpokladu, že významné omezením osádky plavidla, dovolené použitím nejmodernějších technologií, dovolí snížit celkové provozní náklady během životního cyklu natolik, že samotná zvýšená cena plavidla nebude představovat výraznou nevýhodu. Celá koncepce se ovšem stala předmětem kritiky a značných přetrvávajících pochybností, společně s tím, jak se v průběhu vývoje a zaváděním prvních jednotek do služby projevovaly různé operační a technické problémy, které si na jednu stranu vyžádaly neplánované zvýšení osádky o téměř 50% a současně ukazovaly operační nevýhody spojené s omezením osádky tohoto typu plavidla, vůči předchozím plavidlům zařazeným do výzbroje.

### Modernizace
Po úvodních plánech na instalaci hypersonických střel při zachování AGS oznámil 16. března 2022 CAPT (~ kapitán) Matthew Schroeder, projektový manažer programu DDG 1000, že od října 2023 mají být oba kanóny na Zumwaltu nahrazeny za nespecifikovaný počet vertikálních odpalovacích sil (MAC – Multiple All-up Round Canisters). Každý MAC pojme tři střely LRHW s hypersonickým kluzákem C-HGB (Common-Hypersonic Glide Body), umístěné v kanystru Advanced Payload Module (APM). Rovněž zbývající dvě jednotky mají projít obdobnou konverzí. Vyzbrojení torpédoborců třídy Zumwalt hypersonickými zbraněmi jim dá schopnost úderů na velmi dlouhé vzdálenosti proti vysoce hodnotným cílům. Zároveň této třídě dávají nový účel.
V srpnu 2023 začala modernizace torpédoborce Zumwalt v loděnici Ingalls Shipbuilding v Pascagoule ve státě Mississippi. Na vodu se torpédoborec vrátil v prosinci 2024. Očekává se, že nasazení hypersonických střel bude schopen od roku 2026. Přední dělový systém AGS torpédoborce Zumwalt nahradila čtyři vertikální odpalovací sila. Jako druhý bude pro nesení hypersonických střel upraven torpédoborec Lyndon B. Johnson, který v roce 2025 ještě nebyl dokončen. Nakonec bude modernizován torpédoborec Michael Monsoor.